# Allan Zeime
Allan Robert Zeime, född 28 april 1922 i Lyby i Malmöhus län, död 31 augusti 2004 i Stockholm. var en svensk målare, tecknare.
Han var son till direktören Albert Zeime och Hilma Hansson och från 1961 gift med skådespelaren Helena Fernell. Efter att Zeime arbetat som kontorist 1940–1945 bestämde han sig för att studera konst först vid Skånska målarskolan i Malmö 1946 och därefter vid Otte Skölds målarskola 1947–1948 och Börjesons skulpturskola i Stockholm 1952. Han företog ett antal studieresor Frankrike. Separat ställde han ut på Lilla Paviljongen i Stockholm 1959 och i flera skånska orter samt i grupputställningarna Åtta unga i Ronneby, Form och fantasi i Örebro och aspect 61 på Liljevalchs konsthall. Till en början utförde han realistiska studier i teckning, olja och akvarell men övergick efter hand  till att måla rumskonstruktioner. Vid sidan av sitt eget skapande var han verksam som lärare i målning och teckning. 